# La Quête d'Iranon
La Quête d'Iranon est une courte nouvelle écrite par H. P. Lovecraft le 28 février 1921. Elle a d'abord été publiée dans la revue Galleon en 1935, puis dans la revue Weird Tales en 1939. Dans les éditions contemporaines, ce récit est présent dans le recueil Les Contrées du Rêve, qui s'inscrit dans l'univers créé par l'auteur des Contrées du Rêve.

## Résumé
Iranon est un chanteur vagabond, il voyage de cité en cité à la recherche de celle où il est né et dont il est prince. Au début de la nouvelle, il arrive à Teloth, cité de granit austère dont les habitants sont maussades, où le rire et la chanson n'existent pas. Pourtant, après une discussion avec les habitants, il finit par être invité à chanter à la nuit tombée. Pendant sa prestation, quelques personnes sont touchées par son art, mais la majorité n'en voient pas l'utilité et l'ignorent.
Le lendemain matin, un archonte vient le trouver dans l'étable où il a été logé, celui-ci lui demande d'aller voir le cordonnier de la cité, afin qu'il lui serve d'apprenti. À Teloth, le travail est considéré comme la clé pour une vie agréable après la mort, travailler dur fait donc partie de la loi divine. Iranon, ne comprenant pas ce style de vie sans art, refuse la demande de l'archonte, ce dernier le somme donc de quitter la ville avant le coucher du soleil. Puis le chanteur quitte l'étable et ère à la recherche d'une touche de vert dans la sombre cité. C'est ainsi qu'il rencontre Romnod, jeune habitant de Teloth à l'air triste.
Ce dernier explique qu'il se sent étranger de sa propre ville et rêve de rejoindre Oonaï, la "cité des luths et des danses", il se propose donc à Iranon pour l'y accompagner, celui-ci accepte. Après de longues années de voyage vers Oonaï, Iranon et Romnod atteignent leur objectif : bien que la beauté de cette cité soit moindre que celle d'Aïra et qu'elle soit un lieu de fêtes et de débauches, les habitants apprécient les chants d'Iranon, si bien que le roi le défait de ses haillons, le revêt de riches tissus, de bijoux, et le loge confortablement.
Après l'arrivée des danseurs du désert de Liranie et des joueurs de flûte de Drinen, son public habituel se détourne de ses chants pour préférer l'art des nouveaux venus. De son côté, Romnod est piégé par l'ambiance incessamment festive d'Oonaï ; il devient de plus en plus vulgaire et s'enivre davantage, à tel point qu'il rêve de moins en moins et prend moins de plaisir à écouter les chants de son compagnon. Une nuit, il meurt dans "d'atroces convulsions", pendant qu'Iranon chante pour lui-même dans un coin éloigné de la cité.
La mort de son ami l'encourage à quitter Oonaï afin de continuer sa quête d'Aïra, il se débarrasse de ses nouveaux vêtements, endosse ses vieux haillons et part de la cité. Une nuit, il rencontre un très vieux berger, qui garde ses troupeaux sur une pente rocailleuse qui surplombe un marécage de sables mouvants. Comme à son habitude, il l'interroge quant à l'emplacement d'Aïra. Le berger lui répond qu'il en a déjà entendu parler dans sa jeunesse, de la part d'un compagnon de jeux "empreint de folie et d'étrangeté", fils de mendiant, qui se disait fils de roi alors que tout le monde savait cela faux. Il explique que cet ancien compagnon est parti chanter à la recherche de personnes dont son art les toucherait, et finit par le nommer : Iranon.
Après la réponse du berger, Iranon s'enfonce dans les sables mouvants, le regard fixé droit-devant, comme rêvant de sa cité imaginaire.